# Tahsis
Tahsis ist eine kleine Gemeinde an der Nordwestküste von Vancouver Island, in der kanadischen Provinz British Columbia. Die Gemeinde liegt etwa 60 Kilometer nordwestlich von Gold River und gehört zum Strathcona Regional District. Tahsis liegt am Ufer des Tahsis Inlet, einem Seitenarm des Nootka Sound.

## Geschichte
Ursprünglich wurde das Land von den First Nations besiedelt, daher geht die Geschichte weiter zurück als die durch europäische Einwanderer dominierte Geschichtsschreibung. In der Gegend um das heutige Tahsis lebten und leben die Mowachaht-Muchalaht. In einem ihrer Reservate, welches bis an die Gemeinde heranreicht, leben heute noch einige der Angehörigen des Stammes. Hier und besonders im Umland finden sich dann auch entsprechende geschichtliche Hinweise. Die Existenz der First Nations kann in dieser Region für rund 4.200 Jahre nachgewiesen werden.
Der „europäische“ Teil der Geschichte in dieser Region beginnt mit der Ankunft der spanischen Entdecker im Jahr 1774 und der britischen im Jahr 1778. Eine wichtige Regionalquellen für die folgende Zeit ist John R. Jewitt, welcher von 1803 bis 1805 bei den Mowachaht-Muchalaht lebte.
Außer durch den Pelzhandel, blieb dieser Teil von Vancouver Island für die nächsten 100 Jahre durch europäische Siedler weitgehend unberührt. Dies änderte sich erst in den frühen 1900er Jahren, als sich die Holzwirtschaft auch nach hier auszubreiten begann. 1938 eröffnete, in der damals noch Port Tahsis genannten Ansiedlung, ein Postamt.
Verschiedene Unternehmen versuchten an der Westküste von Vancouver Island Sägemühlen zu errichten. Die Gegend um Tahsis bot dabei den Vorteil, dass die Lage hier wettergeschützt ist. Daher konnte sich die hier errichtete Sägemühle auch halten. Aus den anfangs auf dem Wasser schwimmenden Unterkünften der Holzfäller entwickelte sich dann die heutige Ortschaft. In den 1950er Jahren war Tahsis zu einem geschäftigen Dorf mit zwei Kirchen, einer Schule und einem Arzt angewachsen. Eine öffentliche Straße von Tahsis bis nach Gold River wurde jedoch erst Jahr 1972 eröffnet. Bis dahin war die Ansiedlung nur mit dem Boot oder dem Flugzeug zu erreichen. Im Laufe der Zeit wuchs die Bevölkerung dann auf bis zu 2.500 Einwohnern an. Seit den späten 1970’er sank dann jedoch die Einwohnerzahl langsam auf die heutige Zahl, der Grund ist die abnehmende Zahl von Arbeitsplätzen im Holzverarbeitenden Gewerbe (Schließung der Sägemühle).

## Demographie
Der Zensus im Jahre 2011 ergab für die Ansiedelung eine Bevölkerungszahl von 316 Einwohnern. Die Bevölkerung der Stadt hatte dabei im Vergleich zum Zensus von 2006 um 13,7 % abgenommen und liegt damit gegenläufigen Trend zum Durchschnitt der gesamten Provinz British Columbia, wo die Bevölkerung gleichzeitig um 7,0 % anwuchs. Mit einem Durchschnittsalter von 52,5 Jahren ist die Bevölkerung hier auch wesentlich älter als in der restlichen Provinz, mit 41,9 Jahren.

## Bildung
Tahsis gehört zu School District #84 - Vancouver Island West . In der kleinen Gemeinde findet sich nur eine Schule, eine kombinierte elementary school/secondary school.

## Politik
Die Zuerkennung der kommunalen Selbstverwaltung für die Ansiedlung erfolgte erst am 17. Juni 1970 (incorporated als Village Municipality).
Bürgermeister der Gemeinde ist, seit der Wahl im Jahr 2018, Martin Davis. Zusammen mit vier weiteren Bürgern bildet er für drei Jahre den Rat (council) der Gemeinde.

## Wirtschaft
Der wichtigsten Wirtschaftszweige in Tahsis ist die Forstwirtschaft.
Das Durchschnittseinkommen der Beschäftigten von Tahsis lag im Jahr 2005 bei weit unterdurchschnittlichen 16.960 C $, während es zur selben Zeit im Durchschnitt der gesamten Provinz British Columbia 24.867 C $ betrug. Der Einkommensunterschied zwischen Männern (21.395 C $) und Frauen (12.822 C $) ist in Tahsis überdurchschnittlich groß, welcher sich zum einen durch die unterschiedliche Bezahlung in den jeweiligen Hauptbeschäftigungsbereichen (Männer = Holzverarbeitendes Gewerbe und Forstwirtschaft; Frauen = Handel und Verpflegunggewerbe) und zum anderen durch den unterschiedlichen Beschäftigungsgrad von Männern und Frauen erklärt.

## Verkehr
Tahsis hat weder eine direkte Anbindung an eine Autobahn, noch gibt es hierher eine Eisenbahnstrecke. Die Anbindung an die Ostküste erfolgt über eine etwa 64 Kilometer lange, schmale Straße nach Gold River (dem Tree to Sea Drive) und von dort über den  Highway 28.
Am südlichen Stadtrand von Tahsis befindet sich auf dem Tahsis Inlet der örtliche Wasserflugplatz (IATA-Flughafencode: ZTS, ICAO-Code: -, Transport Canada Identifier: CAL9). Im östlichen Teil von Tahsis findet sich auch ein kleiner Heliport.
Tahsis ist der Ausgangspunkt für verschiedene Fährverbindungen zu anderen kleinen Ortschaften an der Westküste von Vancouver Island. Von hier verkehren Fähren nach Yuquot, Kyuquot oder Port Eliza.